# Ioannikios
Ioannikios war von 1036 bis 1058/59 orthodoxer Patriarch von Jerusalem.
Johannikios wurde nur in einer Liste der Patriarchen von Jerusalem erwähnt. Konkrete Angaben zu seiner Person sind nicht überliefert.
In seiner Zeit wurde 1042 die Grabeskirche in Jerusalem wieder aufgebaut und trennten sich 1054 die griechisch-orthodoxe und die katholische Kirche (Großes Schisma).